# 736 هـ
736 هـ هي سنة في التقويم الهجري امتدت مقابلةً في التقويم الميلادي بين سنتي 1335 و1336.

## مواليد
- ابن رجب الحنبلي

## وفيات
- قطب الدين أبو الفضائل
- ابن الخوام
- ابن دينا

- علاء الدولة السمناني